# El Girbau de Baix
El Girbau de Baix, o El Girbau Jussà, és una masia del terme municipal de Granera, al Moianès. Pertany a la parròquia de Sant Martí de Granera. Està inclosa a l'Inventari del Patrimoni Arquitectònic de Catalunya.

## Situació

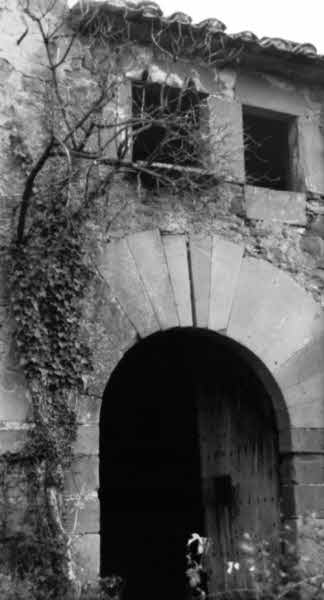
Portal d'entrada el 1990

Està situada a 700 metres d'altitud al nord-oest del terme, al costat sud del Girbau de Dalt, al nord-oest del poble de Granera. És a la dreta del torrent del Girbau, en el vessant occidental de la muntanya del Castellar. S'hi accedeix des de Granera pel camí de Monistrol de Calders a Granera. Passada la masia de Bigues, a 850 metres del poble, hom arriba a les roques de Caldat; des d'aquest lloc arrenca un camí cap al nord-est que fa la volta a la capçalera del torrent de Caldat i tot seguit a la part alta del torrent del Girbau. Al costat nord d'aquest torrent es troben les dues masies del Girbau, el Girbau de Dalt i el Girbau de Baix, on arriba en 2,3 quilòmetres més.

## Arquitectura
Està format per tres cossos diferents degut a possibles ampliacions. La part central consta de planta baixa i pis, és coberta a doble vessant i el carener és paral·lel a la façana. La porta d'accés està formada per estretes dovelles que donen lleugeresa al conjunt. Els dos finestrals de sobre estan fets de pedres, amb una al mig separant-les. La llinda d'una de les finestres té dos petits arcs conopials, i es pot apreciar un gravat a l'arc. Al mig hi ha una creu. L'ampit és simple. Els cossos laterals afegits són coberts a un vessant. Les finestres estan treballades en pedra i la llinda té gravat un petit arc conopial.
Dins la casa, a mà esquerra, es troba la cuina i les quadres. La sala de dalt conserva dues finestres amb festejadors, les portes laterals són baixes, de pedra i amb llinda d'una sola peça. Entre la finestra amb festejadors i una de les portes laterals es troba un rentamans format per pilars adossats a la paret que sostenen un arc de mig punt. Es pot observar la decoració a dau de les motllures laterals. Hi ha diferents annexes, possiblement les quadres i la pallissa.